# Santurde de Rioja
Santurde de Rioja es un municipio español de La Rioja, situado entre Santo Domingo de la Calzada y Ezcaray, a 55 km de Logroño.

## Geografía humana

### Demografía
Cuenta con una población de 254 habitantes (INE 2024).
| Gráfica de evolución demográfica de Santurde de Rioja entre 1842 y 2021 |
| |
| Población de derecho según los censos de población del INE Población de hecho según los censos de población del INEEn estos censos se denominaba Santurde: 1842, 1857, 1860, 1877, 1887, 1897, 1900, 1910, 1920, 1930, 1940, 1950, 1960, 1970, 1981 y 1991 |

## Administración
| Periodo   | Nombre                        | Partido |
| --------- | ----------------------------- | ------- |
| 1979-1983 | Antonio Montoya Villanueva    | UCD     |
| 1983-1987 | Miguel Ángel Montoya Gonzalo  | PRP     |
| 1987-1991 | Eugenio Aransay Capellán      | AP      |
| 1991-1995 | Eugenio Aransay Capellán      | PP      |
| 1995-1999 | Jesús María Montoya Madariaga | PP      |
| 1999-2003 | Jesús María Montoya Madariaga | PP      |
| 2003-2007 | Jesús María Montoya Madariaga | PP      |
| 2007-2011 | Isaac Palacios Metola         | PP      |
| 2011-2015 | Ana Isabel Soto Tecedor       | PP      |
| 2015-2019 | Isaac Palacios Metola         | PP      |
| 2019-2023 | Raúl Espinosa Aliende         | PP      |

## Economía

### Evolución de la deuda viva
El concepto de deuda viva contempla sólo las deudas con cajas y bancos relativas a créditos financieros, valores de renta fija y préstamos o créditos transferidos a terceros, excluyéndose, por tanto, la deuda comercial.
Entre los años 2008 a 2014 este ayuntamiento no ha tenido deuda viva.

## Patrimonio
- Iglesia de San Andrés.

Torre castillo de los Condes de Baños.

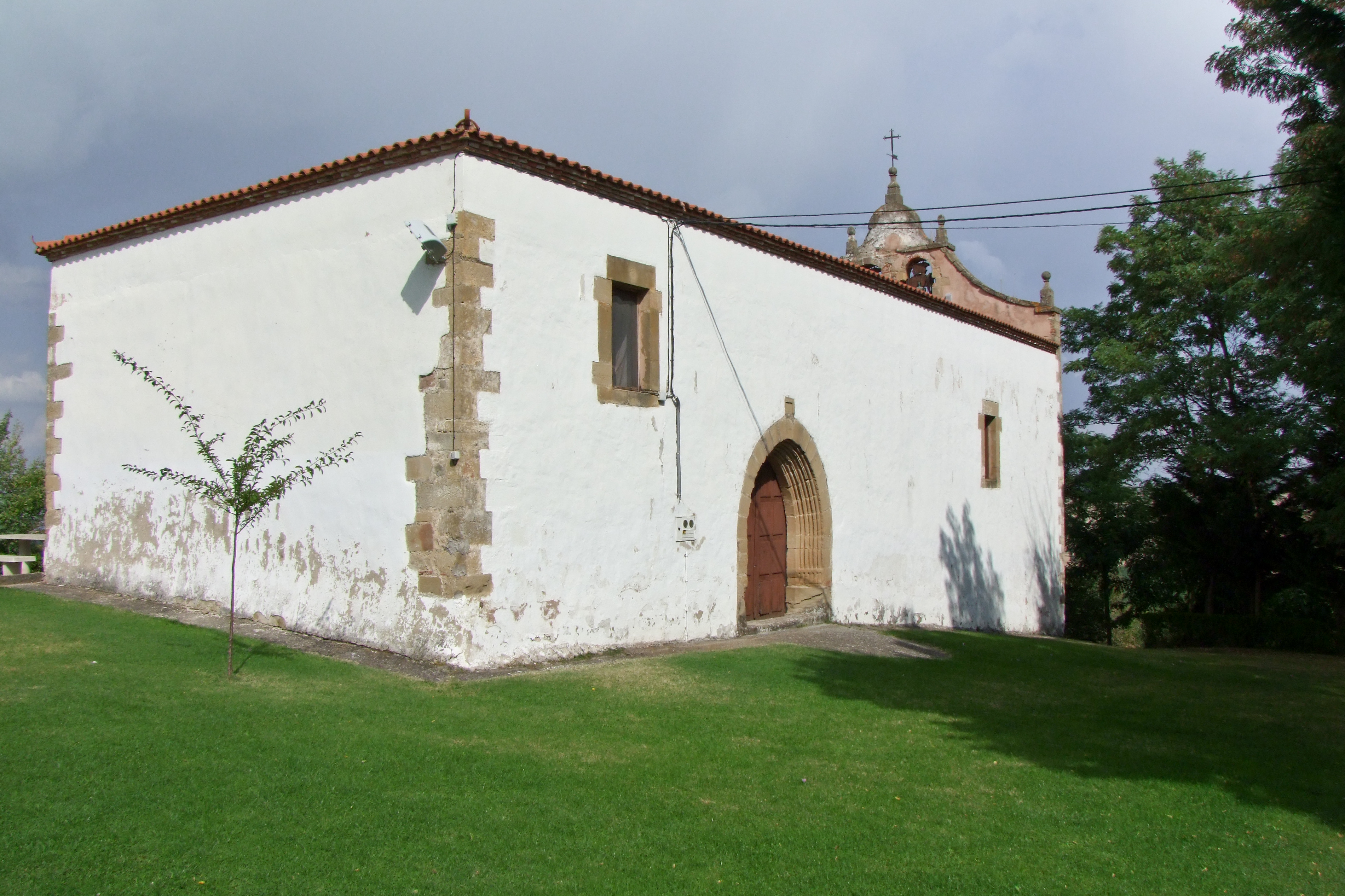
Ermita de la Virgen de la Cuesta.

- Torre castillo de los Condes de Baños.
- Ermita de la Virgen de la Cuesta.

## Fiestas
- Primer fin de semana de septiembre: Fiestas de Gracias y Virgen de la Cuesta.
- Segundo fin de semana de septiembre: Fiestas de la Hermandad.
- 30 de noviembre: San Andrés.